# Percopsis
Percopsis är ett släkte av fiskar. Percopsis ingår i familjen Percopsidae.
Percopsis är enda släktet i familjen Percopsidae.
Kladogram enligt Catalogue of Life:
| Percopsis | \| \| laxabborre \| \| \| \| \| \| Percopsis transmontana \| \| \| \| |
|           | \| \| laxabborre \| \| \| \| \| \| Percopsis transmontana \| \| \| \| |
|           | laxabborre                                                            |
|           |                                                                       |
|           | Percopsis transmontana                                                |
|           |                                                                       |